# Paracles severula
Paracles severula là một loài bướm đêm thuộc phân họ Arctiinae, họ Erebidae.